# イノウエ
イノウエは、日本の漫画家。旧ペンネームは井上小春（いのうえ こはる）。
埼玉県出身。日本デザイナー学院卒業。
2016年、『魔王の飼い方』が第78回小学館新人コミック大賞で佳作を受賞。

## 作品リスト

### 連載
- 死神坊ちゃんと黒メイド（『サンデーうぇぶり』2017年10月3日 - 2022年5月17日）[3]
- 君の刀が折れるまで 〜月宮まつりの恋難き〜（『サンデーうぇぶり』2023年5月9日[4] - 2025年5月27日）

### 読み切り
- 花は桜木 僕は美し（新世代サンデー賞・2015年度8月期・努力賞）[2]
- 魔王の飼い方（第78回〈2016年6月〉小学館新人コミック大賞・少年部門・佳作）[1]
- お前は俺のオカンかよ!?（『週刊少年サンデーS』2017年3月号）
- ボクノマリ（『サンデーうぇぶり』2019年、2020年）[5]

### 書籍
- 『死神坊ちゃんと黒メイド』、小学館〈サンデーうぇぶりコミックス〉2018年 - 2022年、全16巻
- 『君の刀が折れるまで 〜月宮まつりの恋難き〜』、小学館〈サンデーうぇぶりコミックス〉2023年 - 2025年、全6巻
  1. 2023年8月9日発売[6][7]、ISBN 978-4-09-852778-6
  2. 2024年1月12日発売[8]、ISBN 978-4-09-853107-3
  3. 2024年5月10日発売[9]、ISBN 978-4-09-853345-9
  4. 2024年10月10日発売[10]、ISBN 978-4-09-853621-4
  5. 2025年4月11日発売[11]、ISBN 978-4-09-854049-5
  6. 2025年7月11日発売[12]、ISBN 978-4-09-854169-0